# سلطان‌آباد (ایلام)
سلطان‌آباد، روستایی است از توابع بخش چوار شهرستان ایلام در استان ایلام ایران.

## جمعیت
این روستا در دهستان ارکوازی قرار داشته و براساس سرشماری سال ۱۳۸۵جمعیت آن ۳۸
نفر (۷خانوار) بوده است.